# Ophrys oxyrrhynchos
La ofris de cuerno picudo (Ophrys oxyrrhynchos Tod. 1840) es una especie de planta herbácea de la familia Orchidaceae. Crece exclusivamente en Sicilia y la Italia meridional. Es muy parecida a Ophrys lacaitae.

## Descripción
La planta alcanza de 10 a 40 cm. La inflorescencia está provista de 3 a 10 Flores. Los Tépalos externos, lanceolados, son de color variable del rosa violeta al blanco rosado, mientras que la nervadura central es verde; los dos tépalos internos, son breves y estrechos, son solamente de un color más intenso que el de los externos.
El labelo es elongado, trilobado y recubierto de un vello, presenta una mancha gris violácea bordeada de blanco, con forma de X. Presenta un apéndice apical de color amarillo a marrón rosado. Ginostemio blanco, con ápice largo y curvado.
Florece de fin de marzo hasta mediados de mayo. La polinización es entomófila. La diseminación es anemocora, (favorecida por el viento), que trasporta a largas distancias las semillas, de dimensiones microscópicas. 
Esta especie puede producir un gran número de hibridaciones, con otras especies de Ophrys.

## Distribución y hábitat
Descrita en 1840 por Agostino Todaro es una especie endémica de Sicilia y de la Italia meridional (Calabria, Basilicata y Apulia).

Crece en ambientes de maquia rala, garriga y prados mediterráneos, llegando a una altitud de
1300 m; prefiere los suelos calcáreos despejados y luminosos.

## Conservación
Clasificada como "Vulnerable" según la Lista Roja redactada por Conti et al. (1997), según los criterios de clasificación del IUCN se encuadra en la categoría "Endangered" (en peligro).

Figura en el Apéndice I de la Convención de Washington, como especie de interés prioritario en el Apéndice II de la Directiva 43/92/CEE "Flora, Fauna e Habitat". Por otra parte, en 1995 la CITES incluyó a todas las Orchidaceae europeas en su Apéndice I.

## Sinónimos
- Arachnites oxyrhynchus Tod. (1842)
- Ophrys fuciflora subsp. oxyrrhynchos Soó (1927)
- Ophrys fuciflora subsp. celiencis Danesch (1970)
- Ophrys holoserica subsp. oxyrrhynchos Sundermann (1975)

Nombres comunes:
- Español: ofris de cuerno picudo
- Alemán: Schnabel-Ragwurz
- Inglés: the pointed beak ophyrs
- Italiano: Ofride dei fuchi